# GfL Darmstadt
GfL Darmstadt was een Duitse voetbalclub uit Darmstadt, Hessen. De club speelde één seizoen in de Gauliga Südwest-Mainhessen. 
Nadat de NSDAP aan de macht kwam in 1933 veranderde er veel op sportgebied in Duitsland. In vele grote steden moesten kleinere sportclubs met elkaar fuseren om zo één grote club te vormen. Zo fuseerden op 17 maart 1934 TG 1846 en VfL Rot-Weiß tot TSG 1846 Darmstadt. Deze vereniging was nog enigszins vrijwillig. VfL Rot-Weiß was vroeger de voetbalafdeling van TG 1846 en werd in 1924 zelfstandig toen de Deutsche Turnerschaft eiste dat alle voetbal- en turnclubs van elkaar gescheiden zouden worden. Op 18 oktober 1938 fuseerde de club dan met talrijke andere kleine clubs om zo GfL Darmstadt te vormen. SV Darmstadt 98 ontsnapte aan de fusie omdat dit ook al een grote club was. 
De fusieclub speelde al in het eerste jaar om promotie naar de Gauliga Südwest, maar moest het hier afleggen tegen FC Union 07 Niederrad en SC Opel Rüsselsheim. Door het uitbreken van de Tweede Wereldoorlog werd de Gauliga Südwest in twee groepen verdeeld van zeven clubs. Hierdoor breidde de Gauliga uit met vier clubs waardoor niemand hoefde te degraderen en Darmstadt een plaats in de Gauliga aangeboden kreeg. Het Gauligaseizoen werd uiteindelijk een debacle met zware nederlagen tegen onder andere 1. FC Kaiserslautern (1:10) en TSG 1861 Ludwigshafen (0:11). 
Na de Tweede Wereldoorlog werden alle Duitse voetbalclubs ontbonden. De voormalige kleine clubs werden heropgericht. 